# Sociální gerontologie
Sociální gerontologie je multidisciplinární oblast, která se specializuje na studium nebo práci se seniory. Zabývá se jak jednotlivci, tak skupinami starých lidí, jejich postavením ve společnosti, jejich vztahem k ní, otázkami jejich společenské integrace, aktivitami osobními a společenskými. Zkoumá také pohled společnosti na starší lidi.
Sociální gerontologové mohou mít vzdělání v oblasti sociální práce, ošetřovatelství, psychologie, sociologie, demografie, veřejného zdraví nebo jiných sociálních vědních oborů a jsou zodpovědní za vzdělávání, výzkum a podporu starších lidí. Vzhledem k tomu, že v tématech spojených s životností a prodlužování délky života je třeba přesně stanovit čísla, může se tato vědní disciplína překrývat s demografií.

## Sociální teorie stárnutí
Existuje několik teorií o stárnutí, které sledují proces stárnutí osob středního věku ve společnosti, a také způsoby a rozdíly, jakými si tento proces vykládají muži a ženy. 

### Teorie aktivit
Teorie aktivit byla vypracována a zpracována Cavanem, Havighurstem a Albrechtem. Podle této teorie závisí postoj starších dospělých k sobě samému na sociálních interakcích. Aby si lidé v pozdějším věku mohli zachovávat pozitivní přístup k životu, musí být nahrazeny jejich ztracené životní role. Příklady ztracených rolí zahrnují odchod ze zaměstnání nebo ztrátu manžela.
Aktivita je vhodnější než nečinnost, protože usnadňuje prospěch důchodců na více úrovních. Z důvodu zlepšení zdravotního stavu starší generace je nyní teorie o aktivním stáří přijímána pozitivněji, než když byla poprvé navržena Havighurstem před téměř šesti desetiletími. Teorie aktivit je použitelná pro stabilní, postindustriální společnost, která svým starším členům nabízí mnoho příležitostí pro smysluplnou účast. Slabinou této teorie ovšem může být fakt, že někteří stárnoucí lidé nemohou udržovat aktivní životní styl kvůli zdravotním omezením, nedostatečnému příjmu nebo nedostatku motivace. Mnoho seniorů také nemá dostatek finančních prostředků k udržení aktivní role ve společnosti. Na druhé straně mohou ale někteří starší nerespektovat svá omezení, které stárnutí přináší, a pokračovat tak v aktivitách, které představují nebezpečí pro ně samotné i pro ostatní. Příkladem je jízda v noci s nízkou zrakovou ostrostí nebo údržba domu ve výškách i přes zdravotní potíže.

### Teorie odpojení
Teorie odpojení byla vypracována Cummingem a Henrym. Starší lidé si podle ní od společnosti udržují odstup, příkladem může být opuštění pracovní pozice a jejich odchod do důchodu. Klíčový předpoklad této teorie spočívá v tom, že starší lidé se stále více soustředí na sebe, což vede k vyšší morální údržbě, než kdyby se snažili si udržet společenské zapojení. Tato teorie je často kritizována, že starší lidé, kteří zůstávají vázáni na společnost, se pokročilému věku přizpůsobují jen velmi obtížně. 
Postupné odpojení od společnosti pomáhá udržovat sociální rovnováhu a u starších osob, které jsou osvobozeny od společenských rolí, podporuje sebereflexi. To zajišťuje přesun znalostí, kapitálu a moci od starší generace k mladší. Společnost tak může po smrti starších členů i nadále fungovat.

### Teorie kontinuity
Teorie kontinuity normálního stárnutí říká, že starší dospělí obvykle budou udržovat stejné aktivity, chování a vztahy, jako tomu bylo v předchozích letech života. Podle této teorie se starší dospělí snaží zachovat tuto kontinuitu životního stylu úpravou strategií, které jsou spojeny s jejich minulými zkušenostmi.
Do té míry, v níž změna vychází z minulosti a má na ní určité vazby, je změna součástí kontinuity. V důsledku jejich vlastního vnímání a tlaku ze strany společnosti jsou jednotlivci, kteří se přizpůsobují přirozenému stárnutí, náchylní a motivováni k vnitřní psychické kontinuitě, stejně tak i k vnější kontinuitě sociálního chování.
Teorie kontinuity považuje vnitřní i vnější kontinuitu za ráznou adaptivní strategii, která je podporována jak preferencemi jednotlivce, tak souhlasem společnosti. Zároveň spočívá v obecných adaptivních principech, od kterých lze očekávat, že přirozeně stárnoucí lidé budou vysvětlovat, jak tyto principy fungují, a specifikovat obecné oblasti života, k nimž by se tyto principy mohly vztahovat. Právě proto má tato teorie obrovský potenciál jako obecná teorie adaptace na stárnutí jednotlivců. 

### Teorie věkové stratifikace
Podle této teorie jsou senioři ve společnosti ekonomicky i mocensky znevýhodněni, protože nemají přístup na pracovní trh. Dochází tak ke stratifikaci mezi věkovými kohortami v důsledku nerovného rozdělení zdrojů (např. bohatství, síla a výsady) v celém životním cyklu. 

### Teorie životního cyklu
V této teorii, která pramení z výzkumu Verna L. Bengtson a Katherine R. Allen z roku 1993 (The Life Course Perspective), se stárnutí objevuje od narození až do smrti v pravidelně se opakujících fázích života. Stárnutí představuje sociální, psychologické a biologické procesy. Zkušenosti během stárnutí jsou formovány pokoleními a dobovými vlivy.
V postindustriálních společnostech se musí zvážit důsledky deinstitucializace životního cyklu a postupného mizení věkem daných norem. Dramatickým snížením úmrtnosti, nemocnosti a plodnosti v posledních desetiletích vyvstala možnost nového uspořádání životního cyklu, a tak se vykonávání různých vzdělávacích, pracovních, rodinných a volnočasových aktivit přestalo spojovat jen výhradně s mládím. Zpochybňuje se tradiční fázování životního cyklu, fáze se mění, starší lidé stále častěji zakládají nové rodiny, jsou sexuálně aktivní, sportují do vysokého věku, dosahují kariéry. V důsledku tohoto se budou muset teorie věku přehodnotit. 

### Teorie hromadění výhod a nevýhod
Podle této teorie, která byla vyvinuta začátkem 60. let 20. století Derekem Priceem a Robertem Mertonem a zpracována několika výzkumníky, jako je Dale Dannefer, mají nerovnosti tendenci stát se výraznější během procesu stárnutí. Paradigma této teorie lze vyjádřit slovy: "bohatí se stávají bohatšími a chudí chudšími". Výhody a nevýhody v počátečních fázích života mají hluboký účinek po celou dobu života, avšak výhody a nevýhody ve středním dospělém věku mají přímý vliv na ekonomický a zdravotní stav v pozdějším životě.